# Piper snethlagei
Piper snethlagei är en pepparväxtart som beskrevs av Truman George Yuncker. Piper snethlagei ingår i släktet Piper och familjen pepparväxter. Inga underarter finns listade i Catalogue of Life.